# 德兴东站
德兴东站，位于中华人民共和国江西省上饶市德兴市新岗山镇北侧，是衢九铁路上的火车站，2017年12月28日开通启用，由南昌铁路局管辖。车站附近规划有现代物流区。

## 车站结构

### 站房
德兴东站铁路站房面积3000平方米，由中铁五局建筑公司承建。售票处位于站房右侧，设有自助售票机和人工售票口，并设有通道连接位于站房中央、最高容纳600人的候车室。出站口位于站房左侧。在铁路站房前，还设有德兴东站综合客运枢纽。

### 站场
德兴东站目前设有1座侧式站台和1座岛式站台，设3条到发线（其中2条为旅客列车到发线）、2条正线。站场和站房间通过地下通道连接。
| 1F | 3站台    | 建设中                          |
| 1F | 岛式站台 |                                 |
| 1F | 2站台    | 衢九铁路 往衢州方向（杨林镇站） |
| 1F | 通过线   | 衢九铁路上行列车通过线          |
| 1F | 通过线   | 衢九铁路下行列车通过线          |
| 1F | 侧线     | 衢九铁路列车                    |
| 1F | 1站台    | 衢九铁路 往九江方向（婺源站）   |
| 1F | 侧式站台 |                                 |
| 1F | 站房     | 进站口、售票、候车、检票口      |

## 接驳交通

### 公车
德兴东站站前设有开往德兴市区的对接班线，发车时间与列车停靠时间对接。